# إلمر بيرنهام
إلمر بيرنهام (بالإنجليزية: Elmer Burnham)‏ هو لاعب كرة قدم أمريكية أمريكي، ولد في 8 سبتمبر 1894 في ويست نيوبري ‏ في الولايات المتحدة، وتوفي في 9 مارس 1977.